# Tim McGraw (песня)
«Tim McGraw» — песня американской певицы Тейлор Свифт, дебютный сингл с её первого студийного альбома Taylor Swift (2006). Она написала её вместе с Лиз Роуз. Он был выпущен на радиостанциях США 19 июня 2006 года компанией Big Machine Records. Спродюсированный Нэтаном Чапманом, трек сочетает в себе элементы музыки кантри и тренды 50-х годов; музыкальные критики отметили влияние на композицию некантри-жанров, таких как альтернативный рок. Текст песни, написанный Свифт, когда она училась на первом курсе средней школы, повествует о летнем романе, который внезапно заканчивается. По сюжету, рассказчица умоляет своего бывшего парня вспоминать о ней каждый раз, когда он слышит её любимую песню кантри-музыканта Тима Макгроу, «однофамильца» песни.
Сингл стал первой песней Свифт в американском хит-параде Billboard Hot 100, заняв 40-е место. В чарте Hot Country Songs он занял шестое место. Ассоциация звукозаписывающей индустрии Америки сертифицировала трек как дважды платиновый за превышение двух миллионов экземпляров по результатам продаж и потокового вещания. Сопровождающий клип на песню «Tim McGraw», снятый режиссером Треем Фанджоем, включает в себя воспоминания о любовном интересе Свифт, а также сцены, в которых Свифт лежит на дне озера. Видеоклип этой песни получил в 2007 году премию CMT Music Awards в категории «Breakthrough Video of the Year». Свифт исполняла песню «Tim McGraw» в 2006 и 2007 годах, выступая на разогреве у других кантри-музыкантов, и включила её в сет-лист своего первого хедлайнерского тура, Fearless Tour (2009—2010).

## История
Тейлор Свифт и Лиз Роуз написали песню «Tim McGraw» во время учёбы Свифт на первом курсе Hendersonville High School. Она задумала эту идею во время урока математики: «Я просто сидела там и начала напевать эту мелодию». Затем она связала мелодию с проблемой, с которой столкнулась в тот момент.
Свифт знала, что она и ее парень-старшеклассник расстанутся в конце года, когда он уедет в колледж. Чтобы справиться со сложными эмоциями, которые она испытывала, Свифт написала песню. Роуз сказала, что Свифт пришла к ней на работу после школы, где она писала песни для Sony/ATV Music, «с идеей и мелодией, точно зная, чего она хочет». Она хотела, чтобы песня передавала сладость и грусть любви и потери человека. Песня была написана о разных вещах, которые будут напоминать о Свифт и времени, проведенном вместе, после его ухода. «К её удивлению, первое, что пришло на ум, была [её] любовь к музыке Тима Макгроу». В песне было перечислено несколько личных деталей. Упоминание Макгроу было ссылкой на любимую песню Свифт «Can’t Tell Me Nothin» из его альбома 2004 года Live Like You Were Dying, а не на Макгроу как личность. Процесс написания, как и в случае с «Our Song», занял примерно двадцать минут и был исполнен с использованием фортепиано.

## Композиция
«Tim McGraw» — это песня в стиле кантри продолжительностью 3 минуты 52 секунды. В песне сочетаются традиционные и современные черты кантри, в основном благодаря использованию двенадцатиструнной гитары. Исполненная на акустической гитаре, она относится к категории баллад со средним темпом. Написанная в тональности до мажор, песня использует аккордовую прогрессию I-vi-IV-V (до мажор — минор — фа мажор — соль мажор).[13] Поскольку аккордовая прогрессия I-vi-IV-V ассоциируется с песнями ду-воп и рок-н-ролл конца 1950-х и начала 1960-х годов, «Tim McGraw» имеет ностальгический и вневременной характер.
Постановка песни «Tim McGraw» сдержанная и лёгкая. Припев, по описанию музыковеда Джеймса Э. Перона, «мотивирован» — каждый мелодический мотив строится в небольшом диапазоне высоты тона. По словам Перона, это, а также то, что припев построен на повторениях начального короткого мотива, придает песне запоминающуюся мелодию, которая вызывает у слушателей желание подпевать. Кроме того, в припеве и, в некоторой степени, в куплетах активно используется синкопирование на уровне шестнадцатых нот, что придает песне постановку, напоминающую некантри-жанры, такие как альтернативный рок и хип-хоп. Эти мелодические приемы заложили основу для последующих песен Свифт, известных запоминающимися мелодиями и удобными для радио стихами, которые определили её каталог на последующее десятилетие.
Текст песни «Tim McGraw» повествует о прошедшем летнем романе. Перон считает, что отношения в песне «закончились, возможно, за пару лет» до начала повествования. В начальной строке Свифт поёт: «Он говорит, что сияние моих голубых глаз заставляет эти звезды Джорджии стыдиться ночью/ Я говорю: „Это ложь“», что, по мнению Риан Конк, является «искренним романтизмом, подчёркнутым настоящим цинизмом». Ссылка на кантри-музыканта Тима Макгроу, как в названии, так и в припеве («When you think Tim McGraw/ I hope you think my favorite song/ The one we danced to all night long»), скорее связана с ностальгией по исчезнувшей романтике, чем с самим Макгроу. Макгроу — один из многих предметов, с которыми рассказчица ассоциирует свои прошлые отношения; другие включают её маленькое чёрное платье, выцветшие голубые джинсы и момент, когда она положила голову на грудь бывшего парня.

## Коммерческий успех
23 сентября 2006 года песня «Tim McGraw» дебютировала на 86 месте в основном американском хит-параде Billboard Hot 100. После 17 недель подъёма и спуска в чарте, на неделе, закончившейся 13 января 2007 года, песня достигла своей вершины на 40 месте в Billboard Hot 100, где она оставалась две недели подряд. 3 февраля 2007 года, песня провела свою последнюю неделю в Hot 100 под номером 43, пробыв в чарте в общей сложности 20 недель. По состоянию на ноябрь 2017 года, сингл «Tim McGraw» был продан тиражом 1,6 миллиона копий в США. В марте 2020 года сингл был сертифицирован Американской ассоциацией звукозаписывающих компаний (RIAA) как дважды платиновый за тираж более двух миллионов единиц по результатам продаж и потокового вещания.
До появления в главном чарте Соединенных Штатов, «Tim McGraw» попал в кантри-чарт Billboard Hot Country Songs. 1 июля 2006 года песня «Tim McGraw» дебютировала там на 60 месте. Проведя 25 недель в Hot Country Songs, песня попала в топ-10, достигнув своей новой вершины на 10 месте на неделе, закончившейся 16 декабря 2006 года. В последующие шесть недель песня оставалась в топ-10, а 27 января 2007 года достигла своей вершины на 6 месте. Трек «Tim McGraw» провел в чарте Billboard Hot Country Songs в общей сложности 35 недель.

## Отзывы
Песня получила положительные отзывы музыкальной критики и интернет-изданий: Blender, Slant Magazine, Allmusic, Country Standard Time, PopMatters.
В 2007 году «Tim McGraw» была избрана в список «Winning Song» корпорацией Broadcast Music Incorporated (BMI).
В 2020 году журнал Rolling Stone поставил песню «Tim McGraw» на 11 место в списке «100 величайших дебютных синглов всех времен», заняв второе место среди исполнителей-женщин; журнал заявил: «Своей первой песней Свифт сразу же показала своим коллегам из Нашвилла, что может победить любого из них в их собственной игре, прекрасно справившись с классическим жанровым тропом ностальгической кантри-песни о том, как ностальгирует кантри-музыка».
В 2024 году Rolling Stone поместил песню на 126-е место в своем рейтинге 200 величайших кантри-песен всех времён и отметил, что дебютный сингл 15-летней певицы «это и трогательное любовное письмо „мальчику в грузовике Шевроле“, и ода силе кантри-музыки как таковой».

## Музыкальное видео
Режиссёром сопровождающего клипа на песню «Tim McGraw» был Трей Фанджой. Он был снят в бывшем доме Джонни и Джун Картер-Кэш, который сгорел в следующем году. Письмо, которое получает парень, адресовано «Джонни». Говоря о концепции клипа, Свифт заявила: «В нём речь идёт о преследующей силе музыки и о том, как прослушивание песни спустя годы после её первой популярности может иметь такую эмоциональную привлекательность». Клейтон Коллинз изобразил любовный интерес Свифт в клипе. Он был выбран на роль из-за своего физического сходства с реальным героем песни: они оба были высокого роста с темными волосами.
Премьера видеоклипа состоялась 22 июля 2006 года на Great American Country. Видео получило номинацию в категории «Number One Streamed Video From a New Artist (Rookie of the Year Award)» на церемонии премии CMT Online Awards (2006), но уступило видеоклипу «Broken» певицы Lindsey Haun. На церемонии награждения CMT Music Awards (2007), видео получило премию CMT Music Award в категории «Breakthrough Video of the Year».

## Награды и номинации
| Год  | Организация      | Награда                        | Результат | Ссылка |
| ---- | ---------------- | ------------------------------ | --------- | ------ |
| 2007 | BMI Awards       | Award-Winning Songs            | Победа    | [ 33 ] |
| 2007 | CMT Music Awards | Breakthrough Video of the Year | Победа    | .      |

## Концертные исполнения
Свифт провела шесть месяцев 2006 года, рекламируя «Tim McGraw» и альбом Taylor Swift в радио-туре. Она исполнила песню, открывая концерт Rascal Flatts в несколько дней, с 19 октября по 3 ноября 2006 года, включенный в тур Me and My Gang Tour (2006-07). Свифт исполнила «Tim McGraw» в качестве предпоследнего выступления на концерте. Она была одета в чёрное платье длиной до колена и красные ковбойские сапоги с рисунком в виде черепа и скрещенных костей, играя на акустической гитаре. Свифт попросила зрителей поднять мобильные телефоны, чтобы имитировать небо, усеянное звёздами, когда песня дошла до слов «Он сказал, что то, как сияли мои голубые глаза, / Позорило звёзды Джорджии той ночью, / Я сказала, что это ложь». Она также исполнила эту песню, когда выступала на разогреве в качестве открывающей исполнительницы на двадцати концертах тура Джорджа Стрейта по США в 2007 году, и на некоторых концертах тура Брэда Пейсли «Bonfires & Amplifiers Tour» в 2007 году. В середине 2007 года Свифт выступила в качестве открывающей артистки в нескольких датах совместного тура Тима Макгроу и Фэйт Хилл, Soul2Soul II Tour (2006-07), где она снова исполнила «Tim McGraw». Свифт исполнила песню, когда она снова открывала тур Rascal Flatts Still Feels Good Tour в 2008 году.
Первое выступление Тейлор Свифт в прямом эфире с песней «Tim McGraw» состоялось 24 октября 2006 в телепередаче Good Morning America.
Свифт исполнила песню «Tim McGraw» во время первого шоу в Торонто и выступления в Шарлотте в рамках тура The Red Tour вместо песни «I Almost Do». Кроме того, она исполнила фортепианную версию песни в Нашвилле, во время Reputation Stadium Tour, со специальными гостями Фэйт Хилл и Тимом Макгро. Свифт снова исполнила «Tim McGraw» 17 марта 2023 года в Глендейле, штат Аризона, на первой остановке тура Eras Tour.

## Чарты и сертификации
| Чарт (2006—2007)                  | Высшая позиция |
| --------------------------------- | -------------- |
| Канада (Billboard Country)        | 10             |
| США (Billboard Hot 100)           | 40             |
| США (Billboard Hot Country Songs) | 6              |

### Итоговые годовые чарты
| Чарты (2007)         | Позиция |
| -------------------- | ------- |
| US Hot Country Songs | 59      |

### Сертификации
| Регион                                                                      | Сертификация  | Продажи   |
| --------------------------------------------------------------------------- | ------------- | --------- |
| США (RIAA)                                                                  | 2× Платиновый | 2 000 000 |
| Данные о продажах + прослушиваниях приведены только на основе сертификации. |               |           |